# Catalogne (Imperio francés)

Mapa del Primer Imperio francés en 1812, incluyendo los cuatro departamentos de Cataluña.

Catalogne (Cataluña, en francés) constituyó la parte más meridional del área directamente administrada por el imperio napoleónico, que comprendía la región española de Cataluña, anexionada de facto a Francia en enero de 1812, y el Rosellón y la Cerdaña franceses (que formaban el departamento de los Pirineos Orientales). Con la derrota napoleónica en la Guerra de Independencia española y la Restauración absolutista en España (1814), Cataluña volvió a formar parte plenamente del reino de España.

## Organización administrativa
En el principio, para definir los límites de los departamentos, se siguieron criterios estrictamente geográficos, en la línea que en 1790 había marcado la Asamblea Nacional francesa en la departamentalización de Francia. Asimismo, para la departamentalización de Cataluña se tomó como base los corregimientos establecidos por el Decreto de Nueva Planta.

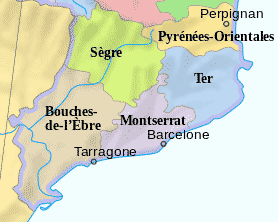
División administrativa de Cataluña en departamentos bajo el Imperio napoleónico.

En virtud del decreto de Napoleón de 26 de enero de 1812, Cataluña quedó dividida en cuatro departamentos:
- Departamento de las Bocas del Ebro, con prefectura en Lérida.
- Departamento de Montserrat, con prefectura en Barcelona.
- Departamento del Segre, con prefectura en Puigcerdá.
- Departamento del Ter, con prefectura en Gerona.

El Valle de Arán fue desgajado de Cataluña al pasar a formar parte del departamento francés de Alto Garona (Haute-Garonne). La franja de Ponent aragonesa fue integrada en el Departamento de Bocas del Ebro y el Principado de Andorra en el Departamento del Segre.
Los cuatro departamentos catalanes fueron fusionados el 7 de marzo de 1813 para formar solamente dos:
- Departamento de Bocas del Ebro y Montserrat, uniendo los departamentos de las Bocas del Ebro y de Montserrat con prefectura en Barcelona,
- Departamento de Segre y Ter, uniendo los departamentos del Segre y del Ter con prefectura en Gerona.

Los departamentos fueron oficialmente suprimidos el 10 de marzo de 1814.